# U-God
U-God, pseudonimo di Lamont Jody Hawkins (New York, 11 ottobre 1970), è un rapper statunitense, membro del collettivo hip hop Wu-Tang Clan che annovera tra le sue file anche GZA, RZA, Method Man e Ghostface Killah.
Anche se non ha la fama o la notorietà degli altri 8 componenti è un rapper talentuoso e dotato. Il suo nome deriva dal termine islamico utilizzato per definire la pistola come arma da fuoco: God-U.

## Biografia
Entra nel Wu-Tang poco dopo la data di fondazione, non partecipando all'LP di debutto Enter the Wu-Tang (36 Chambers) perché arrestato con l'accusa di possesso di droga e di arma da fuoco non denunciata. La sua presenza nell'LP si riduce a qualche verso sul singolo di debutto Protect Ya Neck e all'apertura di Da Mystery Of Chessboxin'.
Si fa poi conoscere dai fans grazie alla sua partecipazione in brani come Winter Warz, Black Jesus e Knuckleheadz, per poi svolgere un ruolo cardine in Wu-Tang Forever, secondo LP del gruppo dove soltanto tre dei membri hanno l'opportunità di realizzare una traccia completamente solista: lui dà un'ottima prova di sé in Black Shampoo. Suo figlio, in questo periodo, rimane ferito da un colpo di arma da fuoco: ne trarrà spunto per partorire i versi contenuti nel brano A Better Tomorrow.
U-God è l'ottavo componente del Clan a sfornare un album solista: Golden Arms Redemption viene pubblicato nel 1999 e lo vede impegnato in una varietà di suoni che variano dal funk ai toni scuri tipici del Wu-Tang. Collabora con i Cypress Hill in Cypress Hill III: Temples of Boom e con Tommy Lee in Methods of Mayhem. Dopo aver litigato aspramente con RZA a causa di controversie artistiche, nel 2004 realizza U-Godzilla Presents: The Hillside Scrambles, in cui il rapper presenta il suo entourage, composto da Inf Black, Letha Face, King Just e Black Ice. Poco tempo dopo si riappacifica con RZA e partecipa al tour del Wu-Tang durante l'estate del 2004 negli USA ed in Europa.

## Discografia

### Album
- 1999 – Golden Arms Redemption
- 2004 – U-Godzilla presents: the Hillside Scramblers
- 2005 – Mr. Xcitement
- 2009 – Dopium
- 2013 – The Keynote Speaker
- 2018 – Venom

### Singoli ed EP
- 1999 Dat's Gangsta
- 1999 Bizarre
- 2002 Supa Nigga EP
- 2005 Bump